# ゆがみ
ゆがみ（歪み：歪度）は、とがり（尖度）とともに、形の標準からのずれを表す用語である。

## 確率・統計
確率・統計においてゆがみ、ひずみ、歪度(skewness)は、日本工業規格では、確率密度関数または確率関数 f(x) のグラフが左右対称でないこと。ゆがみの程度は平均値まわりの3次モーメントµ3と標準偏差σの3乗との比。すなわち、µ3/σ3である。

## 一般相対性理論
一般相対性理論におけるゆがみ（重力歪み）は、時空（時空連続体）上の単位距離が質量分布によって局所的に異なってくる、という概念的な凹凸のことである。
一般相対性理論は、重力の正体を時空のゆがみで説明する。質量をもった物体があると、その周囲の時空は一種のゴム膜のようにゆがみが生じる。直線運動をしている物体にとって、時空が歪んでいると「直線」の定義自身が物体の方向に向かって曲がることになり、その結果大局的に見ると、光さえも曲がって進むようになる。
光の光路が重力によって曲がる効果を重力レンズと呼ぶ。1919年、皆既日食を利用して、太陽のすぐそばを通過する星の光が、一般相対性理論の予言通りに通常の時よりもずれて見えることが観測され、時空の歪みが存在することが実証された。
質量がより大きな物体の周囲では、空間のゆがみがさらに大きく生じ、最終的には光であっても脱出できなくなる領域が生じることが考えられ、この領域の境界を事象の地平面と呼ぶ。この領域を持つ物体はブラックホールと呼ばれ銀河系の中心等に存在するのではないかといわれている。